# Schlossmuseum Braunschweig
Das Schlossmuseum Braunschweig ist ein Geschichtsmuseum im 2007 wieder errichteten Braunschweiger Residenzschloss. Auf einer Fläche von rund 600 Quadratmetern wurde im ersten Obergeschoss des Nordflügels die Ausstattung der repräsentativsten Räume der einstigen Welfenresidenz rekonstruiert, mit originalen Möbelensembles und Kunstwerken eingerichtet und durch Informationsmedien ergänzt.
Themen der Dauerausstellung sind die Ausstattung der Welfenresidenz im 19. Jahrhundert, die wechselhafte Geschichte des Schlosses und ihrer Bewohner, der Herzöge von Braunschweig und ihrer Hofstatt sowie die Geschichte des Herzogtums Braunschweig. Träger des Schlossmuseums ist die 2010 gegründete Stiftung Residenzschloss Braunschweig.
Zu den wichtigsten Leihgebern zählen das Braunschweigische Landesmuseum, die Richard-Borek-Stiftung, das Städtische Museum Braunschweig, das Herzog Anton Ulrich-Museum in Braunschweig und das Hoffmann-von-Fallersleben-Museum in Wolfsburg.

## Geschichte des Museums

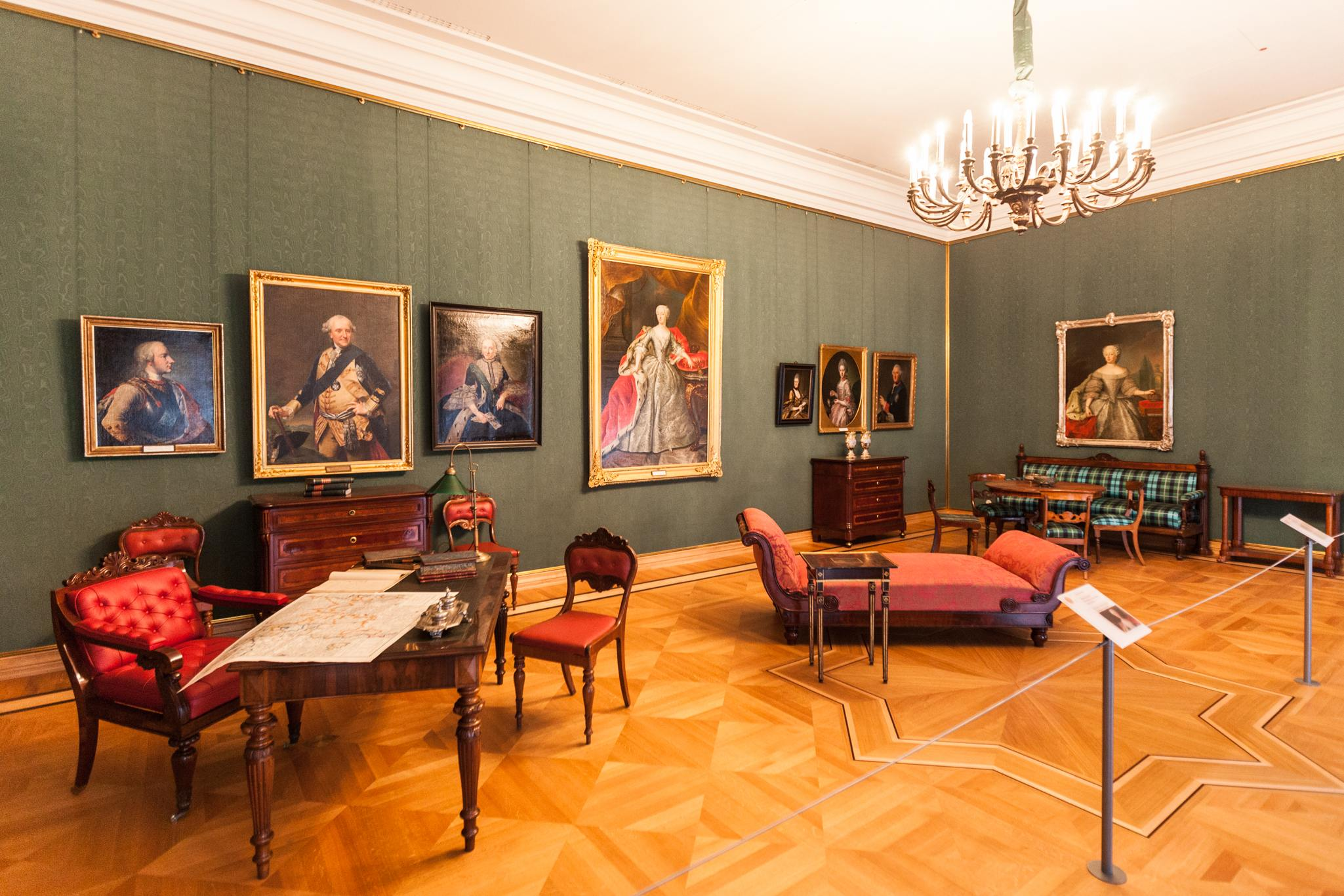
Arbeitszimmer

1920 bis 1935 hatte es bereits im Vorgängerbau ein Residenzmuseum auf der nordwestlichen Beletage unter Verwendung der herzoglichen Wohn- und Staatsräume gegeben. Im Zuge des Wiederaufbaus des 1960 abgerissenen Braunschweiger Residenzschlosses wurde ab Herbst 2003 geplant, auch im neuen Braunschweiger  Residenzschloss wieder ein Museum zu Themen der Residenzgeschichte einzurichten. Fast alle Interieurstücke und die Gemälde im Museum hatten sich nach Auflösung der herzoglichen Hofstatt 1918 bis 1922 in Museen, öffentlichen Einrichtungen und in Privatbesitz über Jahrzehnte hinweg erhalten. Bereits Mitte der 1990er Jahre wurden umfassende Recherchen begonnen. Besonders 2005 konnten viele Objekte bei der Auktion des Welfenhauses auf der Marienburg zurückerworben werden.
Für das neue Museum wurde zunächst das erste Obergeschoss im Nordflügel vorgesehen. Ab Frühjahr 2010 wurde die Planung um die nordwestlich gelegenen Räume erweitert, die zunächst noch dem Standesamt vorbehalten gewesen waren. Dadurch gelang es, die Themenräume von den Schauräumen zu trennen und auf der Nordseite eine Enfilade in Formen der Gemächer von Herzog Wilhelm von Braunschweig (Regierungszeit 1830–1884) anzulegen, während die Darstellung der Schloss-, Herzogtums- und Welfengeschichte in die nordwestlichen Räume gelangte. Die Kosten für die Einrichtung des Museums lagen bei knapp drei Millionen Euro. Das neu entwickelte, zweigleisige Konzept ermöglichte die klare Abgrenzung von den beiden anderen Landesmuseen in Braunschweig, die die Betreuung der herzoglichen Kunstsammlungen und die Darstellung der Geschichte von Herzogtum und Land zur Aufgabe haben. Am 9. April 2011 wurde das Schlossmuseum eröffnet.

## Nordwestliche Themenräume

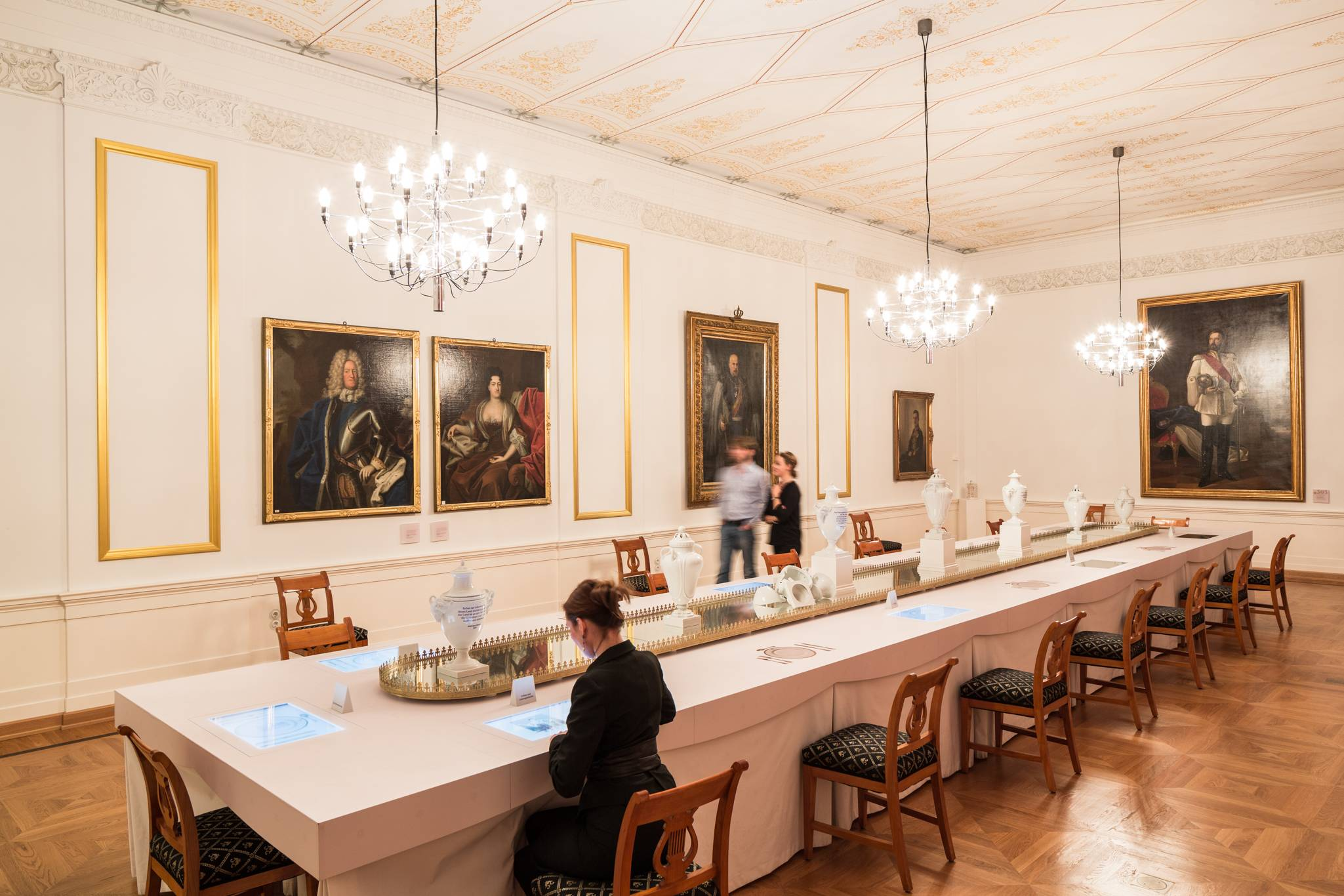
Weißer Saal

Die nordwestlichen Räume Weißer Saal, Grüner Salon und Galerie sind der Vermittlung der Kernthemen Schloss, Herzogtum, Welfen und Residenzstadt Braunschweig gewidmet. Das sogenannte „Historische Menü“, eine Reihe interaktiver PC-Stationen in Gestalt einer Speisetafel im Weißen Saal, stellt einen Geschichtskatalog mit informativen Texten und vielen unveröffentlichten Bildern dar.
In der Galerie befinden sich Tafeln mit Karten zu Herzogtum Braunschweig und Stadt Braunschweig sowie ein Welfenstammbaum, der vom 11. Jahrhundert bis in die Gegenwart reicht. Die Tafeln verbergen sich hinter Klappgemälden mit romantischen Motiven aus dem antiken Italien nach den zerstörten Originalen im Großen Ballsaal des früheren Schlosses. Wie beim Historischen Menü soll der Besucher auch hier selbst auf Entdeckungstour gehen.
Der Grüne Salon zeigt einen Film zur Schlossgeschichte und Exponate wie die Büste von Schlossbaumeister Carl Theodor Ottmer, die Grundsteinlegungsplatte des Schlosses von 1833 und eine farbige Replik des Idealplans des Schlosses von 1836.
Die drei Räume sind wie die Schauräume im spätklassizistischen Stil des Schlosses gehalten.
Der Weiße Saal stellt durch die Wandpfeiler, durch die figuralen Abschlussgesimse, durch die aufgemalte Zeltdecke mit Schwanenmotiven der Apollongottheit sowie durch die originale Farbgebung in den Tönen Rot, Weiß und Gold – den Farben der historischen Staatsgemächer – eine weitgehende Rekonstruktion des ursprünglichen Saals im Südflügelobergeschoss dar.

## Eingangsbereich
Die Verbindung zwischen den drei nordwestlichen, didaktischen Räumen und den nördlichen Schauräumen bildet das Vestibül, das mit einer Kassettendecke, seiner rotgrauen Raumfarbigkeit und einer Reihe von vier grünmarmorierten Stucksäulen weitgehend im Stil der 1870er Jahre rekonstruiert wurde.
An das Vestibül schließt sich ein kleiner Raum für Wechselausstellungen an, der Themen aus der Geschichte von Schloss und Herzogtum vorbehalten ist. Bis 2015 zeigten Wechselausstellungen die Gestaltung des Schlossmuseums, die Wiederentdeckung von Schlossobjekten und Möbeln, das Wirken hochadeliger braunschweigischer Prinzessinnen am Beispiel der Äbtissin Therese Natalie von Gandersheim sowie das Leben von Marie, der Frau des „Schwarzen Herzogs“.

## Nördliche Schauräume

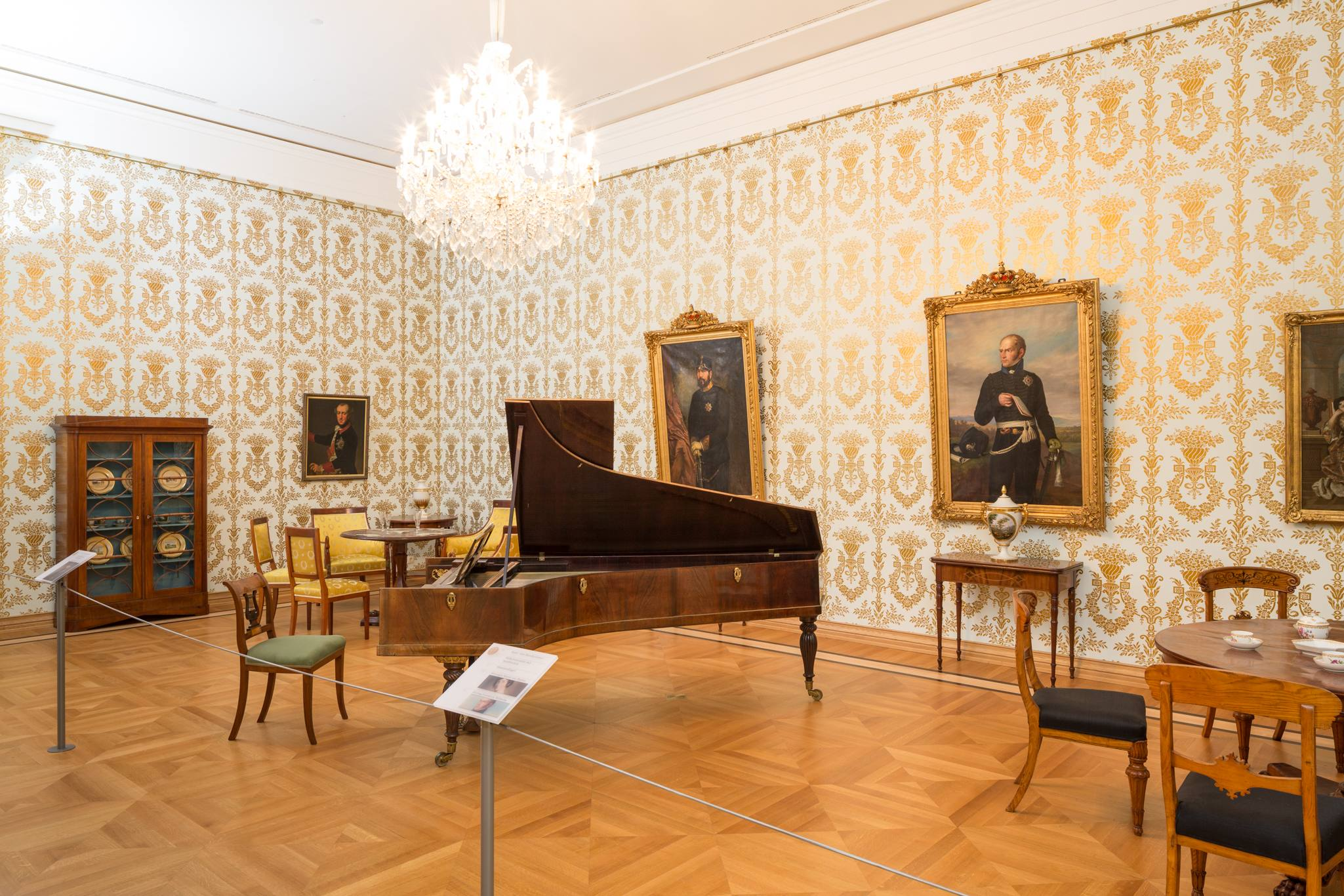
Spiel- und Musikzimmer

Die vom Wechselausstellungsraum aus nordwärts an einer Enfilade zum Schlossplatz gelegenen Wohn- und Repräsentativräume folgen im Stil und in der Ausstattung den herzoglichen Appartements von Herzog Wilhelm. Sie führen von den halbprivaten zu den offiziellen Räumen: vom hellen, persönlich eingerichteten Musikzimmer zum halboffiziellen Arbeitszimmer in den von Wilhelm bevorzugten dunkelgrünen Farbtönen zum goldgetönten Audienzzimmer für kleine Empfänge.

## Mobiliar und Kunstwerke in der Enfilade

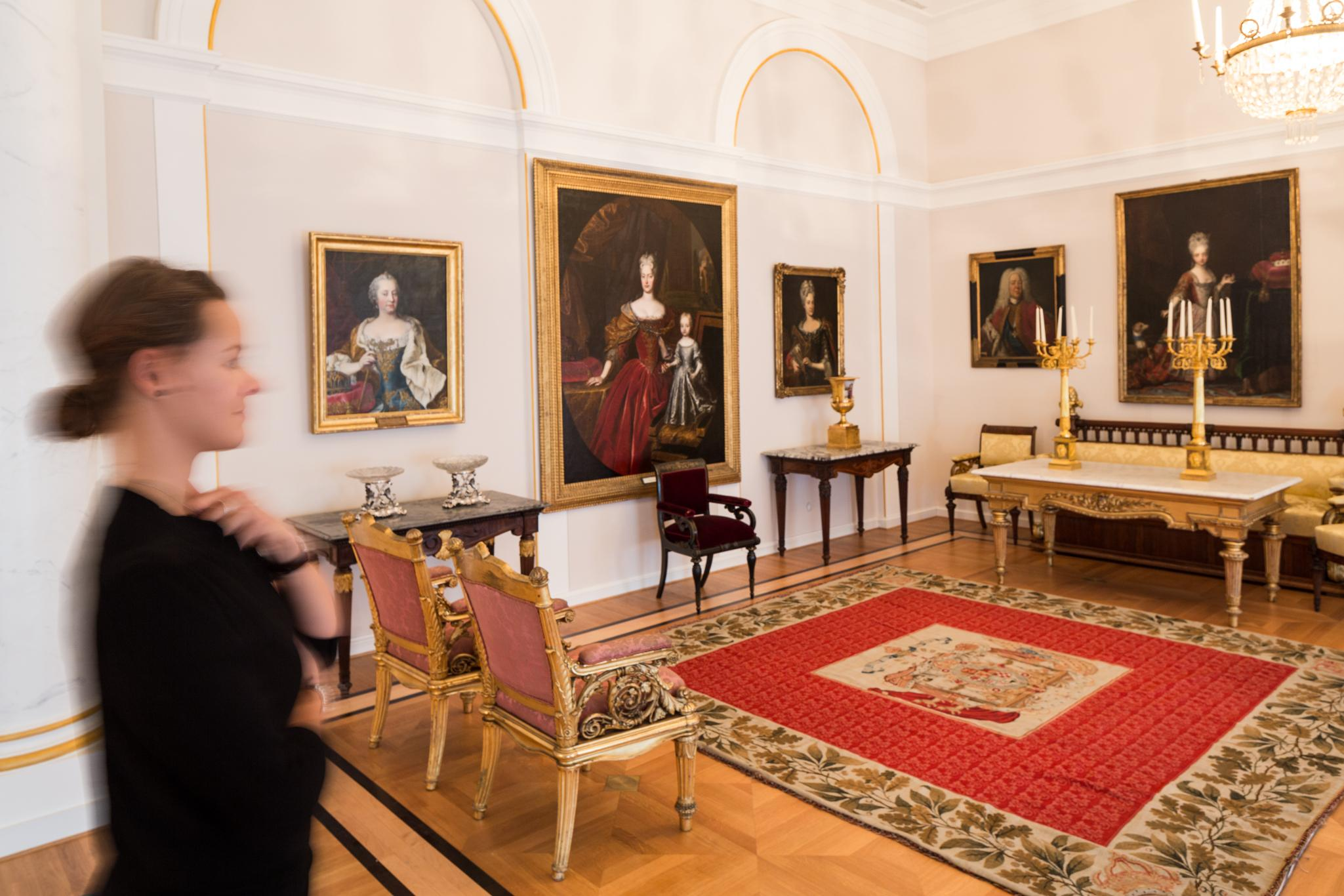
Audienzzimmer

Das Mobiliar aus der Zeit von 1825 bis 1880 stammt vollständig aus dem ehemaligen Residenzschloss und wurde von verschiedenen Leihgebern zur Verfügung gestellt. Es wechselt von den ältesten Stücken, von holzsichtigen, leichten Empiremöbeln im Musikzimmer zu den schweren, vielfältig ornamentierten Möbeln mit Bezügen zur Schlossarchitektur im Arbeitszimmer. Auch hier sind die Möbel noch holzsichtig. Erst im Audienzzimmer mit der Selbstdarstellung des Herzogtums sind sie von höherem Rang und daher teil- und ganzvergoldet. Die Stücke des Hausrats wie Vasen, Tafelaufsätze, Uhren, Lampen, Aschenbecher für Zigarren und anderes nehmen in der Enfilade ebenfalls an Internationalität und Materialwert zu: im Audienzzimmer stehen schließlich vergoldete Bronzeleuchter aus Paris, silberne Tafelaufsätze aus London und Vasen der Königlichen Porzellan-Manufaktur Berlin.
Auch die Anordnung der Gemälde braunschweigischer Herzöge, Herzogspaare und ihrer Kinder vom 18. bis 20. Jahrhundert folgt der Rangsteigerung der Räume. Der private Kreis von Eltern und Großeltern Herzog Wilhelms im Musikzimmer wird im Arbeitszimmer von den Verbindungen zum preußischen Königshaus und im Audienzzimmer von den Verheiratungen in die großen Kaiserhäuser in Wien und Petersburg abgelöst. Bis auf zwei Gemälde entstammen alle dem historischen Residenzschloss.
Das Ausstellungskonzept ist am Prinzip eines „Raumkunstwerks“ ausgerichtet, so dass zugunsten einer möglichst authentischen Raumwirkung auf Vitrinen und Texttafeln verzichtet wurde. Stattdessen begleitet ein Audioguide den Besucher.

## Thronsaal

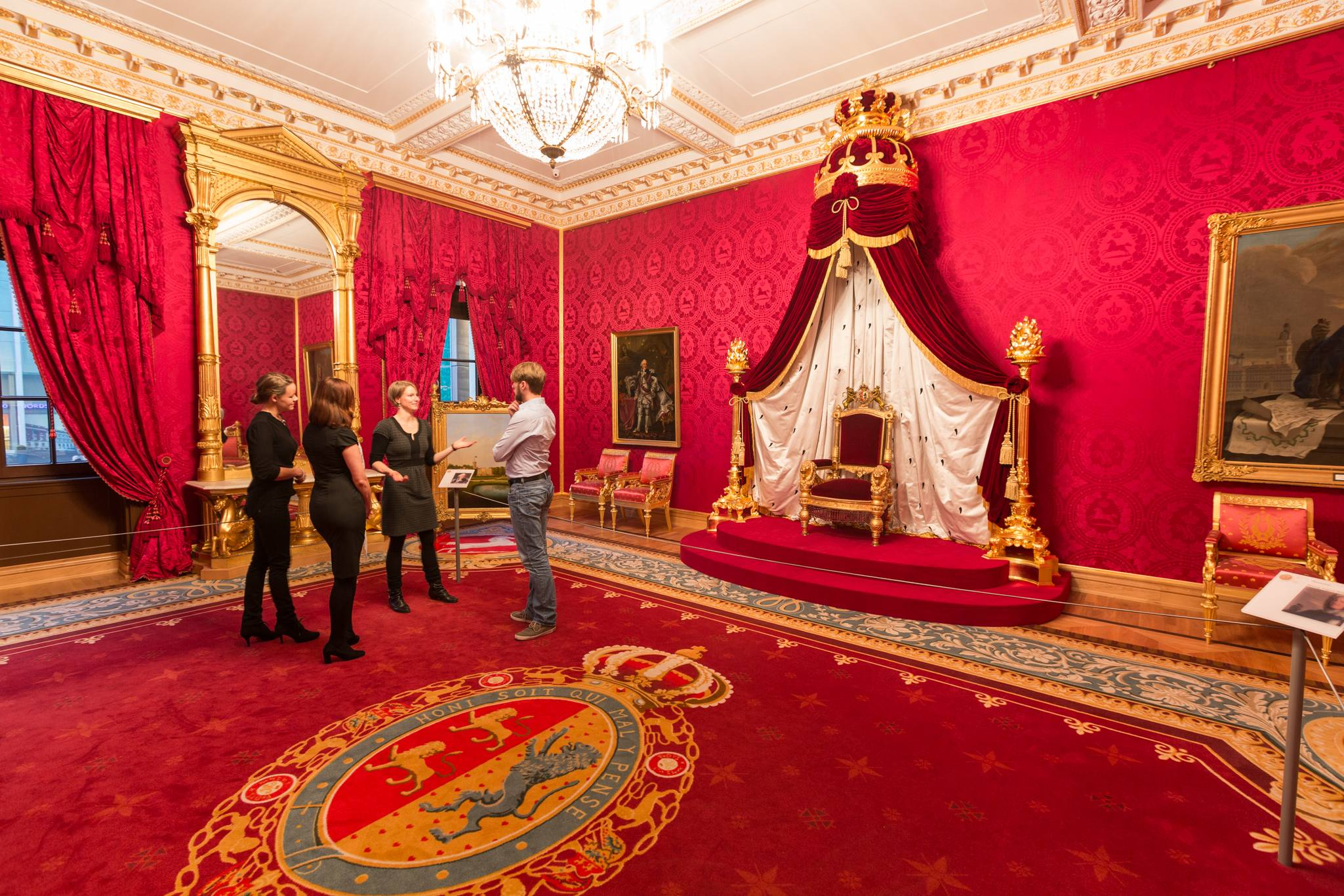
Thronsaal

Der Thronsaal bildet den Höhepunkt des Museums. Er ist durch die nach alten Mustern gewebte rote Seidentapete, durch die Neuanfertigung von Kassettendecke, Teppich und Thronhimmel und durch die ursprüngliche vergoldete Möblierung eine fast vollständige Rekonstruktion des einstigen, bis 1935 rechts vom Portikus gelegenen Thronsaals. Die Seidentapete wurde wieder im französischen Lyon nach den Originalvorlagen für den Thronsaal von 1866 gewebt. Nach Auflösung des Schlossmuseums 1935 infolge des Einzugs der SS-Junkerschule in das Residenzschloss wurden vom vergoldeten Mobiliar der Thronsessel, der große Wandspiegel und der Ofenschirm an das Braunschweigische Landesmuseum abgegeben, während die übrigen neun Sitz- und Tischmöbel nach Celle verkauft wurden. 2011 wurden sie durch eine Privatstiftung für Braunschweig wieder zurückerworben. Auch die sechs Gemälde im neuen Thronsaal gehörten einst in den historischen Vorgängersaal und wurden dem Schlossmuseum von privater und musealer Seite überlassen.